# Agustín Amado
Rodrigo Agustín Amado Hernández (Santa Lucía, 6 febbraio 2001) è un calciatore uruguaiano, centrocampista del Boston River.

## Carriera
Cresciuto nel settore giovanile del Fénix, debutta in prima squadra il 12 marzo 2022, in occasione dell'incontro di Primera División Profesional de Uruguay perso per 0-2 contro il Boston River.
Il 13 novembre 2022 viene acquistato dal Versailles, formazione militante nella terza divisione francese, di cui farà parte dal 1º gennaio 2023.

## Statistiche

### Presenze e reti nei club
Statistiche aggiornate al 2 gennaio 2023.
| Stagione        | Squadra         | Campionato      | Campionato | Campionato | Coppe nazionali | Coppe nazionali | Coppe nazionali | Coppe continentali | Coppe continentali | Coppe continentali | Altre coppe | Altre coppe | Altre coppe | Totale | Totale |
| Stagione        | Squadra         | Comp            | Pres       | Reti       | Comp            | Pres            | Reti            | Comp               | Pres               | Reti               | Comp        | Pres        | Reti        | Pres   | Reti   |
| --------------- | --------------- | --------------- | ---------- | ---------- | --------------- | --------------- | --------------- | ------------------ | ------------------ | ------------------ | ----------- | ----------- | ----------- | ------ | ------ |
| 2022            | Fénix           | PD              | 28         | 0          |                 | -               | -               |                    | -                  | -                  |             | -           | -           | 28     | 0      |
| gen.-giu. 2023  | Versailles      | N               | 0          | 0          |                 | -               | -               |                    | -                  | -                  |             | -           | -           | 0      | 0      |
| Totale carriera | Totale carriera | Totale carriera | 28         | 0          |                 | -               | -               |                    | -                  | -                  |             | -           | -           | 28     | 0      |